# Liste von Zielen und Stationen des St.-Rupert-Pilgerweges von Altötting nach Gaden
Die Liste zum St.-Rupert-Pilgerweg von Altötting nach Gaden benennt Etappenziele auf dem St.-Rupert-Pilgerweg von Altötting nach Gaden in Waging am See.

## Liste
| Tag | Foto außen | Kirche u. a.                                | Gemeinde, Ort                                          | Foto detail | Beschreibung |
| --- | ---------- | ------------------------------------------- | ------------------------------------------------------ | ----------- | --- |
| 1   |            | Gnadenkapelle                               | Altötting                                              |             | Einer Legende nach soll die Gnadenkapelle vom hl. Rupert erbaut bzw. von einer heidnischen Kultstätte in eine christliche Taufkapelle umgewidmet worden sein, wo er auch den Herzog Theodo getauft haben soll.       |
| 1   |            | Stiftspfarrkirche St. Philipp und Jakob     | Altötting                                              |             | Eine der zwei großen weiß gefassten Rokoko-Figuren stellt ursprünglich den hl. Benno dar. 1965 wurde die Figur zum hl. Rupert umgewidmet und mit dem Attribut des Salzfasses ergänzt.                                |
| 1   |            | Basilika St. Anna                           | Altötting                                              |             | Ein Seitenaltar zeigt den hl. Rupert bei der Taufe Theodos. |
| 1   |            |                                             | Hirten in der Gemeinde Burgkirchen an der Alz          |             | Der Weg nach Hirten quert die Alz und den Alzkanal. |
| 2   |            | Kirche Mariä Himmelfahrt und hl. Margaretha | Margarethenberg in der Gemeinde Burgkirchen an der Alz |             | Der sogenannte Dom des Alztales, eine dreischiffige gotische Hallenkirche. Noch im Dekanat Altötting im Bistum Passau.                                                                                               |
| 2   |            | Waldbühne Halsbach                          | Halsbach                                               |             | Martin Winklbauer |
| 2   |            | Kirche Mariä Himmelfahrt                    | Asten in der Gemeinde Tittmoning                       |             | Weitum sichtbare spätgotische Kirche Mariä Himmelfahrt in Asten. Asten ist das nördlichste Dorf vom Rupertiwinkel, welcher bis 1803 bei Salzburg war. Bereits im Dekanat Baumburg im Erzbistum München und Freising. |
| 2   |            | Leitgeringer See                            | Tittmoning                                             |             | |
| 2   |            | Burg Tittmoning                             | Tittmoning                                             |             | Heimatmuseum Rupertiwinkel im Kavaliersstock neben dem Osttor der Burg. Das vom hl. Rupert gegründete Kloster Nonnberg in Salzburg war im 8. Jahrhundert Eigentümerin der Stadt Tittmoning.                          |
| 2   |            | Kirche St. Laurentius                       | Tittmoning                                             |             | An den Pfeilern der Nordwand Figuren von bischöflichen Missionaren, Wolfgang mit dem Beil, Korbinian mit dem Bären, Rupert mit dem Salzfass, Bonifatius.                                                             |
| 3   |            | Wallfahrtskirche Maria Brunn                | Ponlach in der Gemeinde Tittmoning                     |             | Statue hl. Rupert neben dem Gnadenbild in der barocken Wallfahrtskirche. |
| 3   |            | Kirche St. Coloman                          |                                                        |             | Spätgotischer Flügelaltar (1515) zentral Maria mit dem Jesuskind mit den Seitenfiguren hl. Maximilian und hl. Koloman                                                                                                |
| 3   |            | Kirche St. Martin                           | Taching am See                                         |             | Reliefbild Rupert und Virgil wahrscheinlich vom Bildhauer Johann Georg Hitzl um 1740. Ein Ölbild aus dem 18. Jahrhundert an der Westwand zeigt die Taufe Herzog Theodos durch Rupert.                                |
| 3   |            | Kirche St. Stephan                          | Otting in der Gemeinde Waging am See                   |             | Die Kirche St. Stephanus wurde 749 vom hl. Virgil geweiht. |
| 3   |            | Schloss Gessenberg                          | Waging am See                                          |             | Bajuwarenmuseum Waging am See, Tachinger See |
| 3   |            | Kirche St. Rupert                           | Gaden in der Gemeinde Waging am See                    |             | Barockes Fresko Rupert und Virgil am Tor der Kirchhofmauer. Schnitzwerk Taufe des Theodos am neugotischen Hochaltar.                                                                                                 |